# アフリカチキン
アフリカチキン、または非洲鶏（ひしゅうけい、粤拼: fei1 zau1 gai1）、ガリーニャ・ア・アフリカナ（ポルトガル語: Galinha à africana）は、マカオ料理のひとつ。辛いピリピリソースを掛けたローストチキンで構成されており、他のアジアの食材が含まれることもある。この料理は代表的なマカオ料理と考えられることもあり、ピリピリの変種とも考えられる。
アフリカチキンの起源については諸説あるが、いずれもこの料理はマカオのポルトガル植民地時代の過去に起因するとされている。一説によると、この料理は地元のシェフ、アメリコアンアンジェロ（Américo Ângelo）が 1940 年代にポルトガルのアフリカ植民地への旅行で入手した香辛料を試して考案したものであるという説がある。別の説では、このレシピは何世紀にもわたってマカオのポルトガル人の家族に受け継がれてきたと主張している。さらに別の説では、このレシピはアフリカの植民地で勤務していたポルトガル陸軍将校によってマカオに持ち込まれ、その後カーネーション革命の余波で退役してマカオに留まったとされている。これらの将校たちはアフリカでの勤務中にカフェをオープンし、気に入った食べ物を提供した。